# Humularia descampsii
Humularia descampsii là một loài thực vật có hoa trong họ Đậu. Loài này được (De Wild. & T.Durand) P.A.Duvig miêu tả khoa học đầu tiên.